# Esmeralda Rasillo López
Esmeralda Rasillo López (Palencia, 24 de julio de 1960) es una fiscal española, actual fiscal de Sala jefa de la Unidad de Apoyo de la Fiscalía General del Estado. 
Fiscal desde 1985, ha ejercido la profesión fiscal en las fiscalías de diversos tribunales de Cataluña y Madrid. En el ámbito de la Fiscalía General del Estado, ha formado parte desde 2007 de los órganos de asistencia al fiscal general, tales como la Secretaría Técnica y la Unidad de Apoyo, asumiendo la jefatura de esta última en 2022. Asimismo, ha sido directora general de Relaciones con la Administración de Justicia en el Ministerio de Justicia.

## Biografía
Licenciada en Derecho y graduada en Criminología por la Universidad de Valladolid, Esmeralda Rasillo López ingresó en el año 1985 en la carrera fiscal. Fue coordinadora del Servicio de Incapacidades de la Fiscalía del Tribunal Superior de Justicia de Cataluña, Fiscal del Juzgado de Instrucción n.º 5 de Barcelona y Fiscal de los Juzgados de Instrucción de Mataró.
En 1993, se trasladó a Madrid, donde ha ejercido como fiscal coordinadora de Vigilancia Penitenciaria, del Registro Civil Único y Registro Central y de la Fiscalía del Tribunal Superior de Justicia. 
En 2007 se incorporó a la Secretaría Técnica de la Fiscalía General del Estado y, posteriormente, a su Unidad de Apoyo. En 2018, fue nombrada directora general de Relaciones con la Administración de Justicia, cargo que desempeñó hasta principios de 2020. 
En 2020 fue designada por la fiscal general del Estado como fiscal de Sala en la Fiscalía Togada del Tribunal Supremo, comisionada asimismo de las relaciones institucionales y con los poderes públicos del Ministerio Fiscal. En 2022, fue nombrada fiscal jefa de la Unidad de Apoyo de la Fiscalía General del Estado, respaldada por la mayoría de los votos del Consejo Fiscal.